# James Swinnerton
Jimmy Swinnerton (James Guilford Swinnerton, Eureka, California, 13 de noviembre de 1875-Palm Springs, California, 8 de septiembre de 1974) fue un autor de cómics estadounidense, uno de los pioneros de este nuevo medio de expresión desde finales del siglo XIX.
Era hijo del juez J.W. Swinnerton, fundador del diario Humboldt Star. A los catorce años ingresó en la Escuela de Dibujo de San Francisco, donde fue alumno de Emil Carlsen. En 1892 empezó a colaborar como ilustrador y caricaturista en el diario San Francisco Examiner, propiedad de William Randolph Hearst. Fue el propio Hearst, para celebrar el descubrimiento de una especie de oso que se creía extinta, quien le pidió que dibujase un oso cada día para el diario. Así se originó la serie California Bears, después llamada The Little Bears, y luego Little Bears and Tykes. Para algunos autores, esta habría sido la primera historieta, anterior incluso a The Yellow Kid, de Richard Felton Outcault, ya que sus dibujos estaban divididos en varias viñetas y utilizaban los bocadillos para los diálogos.
Más adelante, junto con otros dibujantes, como George Herriman, Tad Dorgan y George McManus, se trasladó a Nueva York para trabajar en el Journal American, otro diario de Hearst. Sus trabajos de entonces fueron pioneros en el desarrollo de la historieta. Inició una serie sobre el arca de Noé, llamada Mount Ararat, con animales antropomorfos, así como una tira sobre tigres, inicialmente llamada The Little Tigers y que posteriormente (desde 1903) se tituló Mr. Jack por el nombre del personaje principal, un inveterado donjuán cuyas aventuras extramaritales no resultaban del todo adecuadas para el público infantil.
El éxito más duradero de Swinnerton fue Little Jimmy, creado en 1904 y que se publicaría ininterrumpidamente durante 54 años.

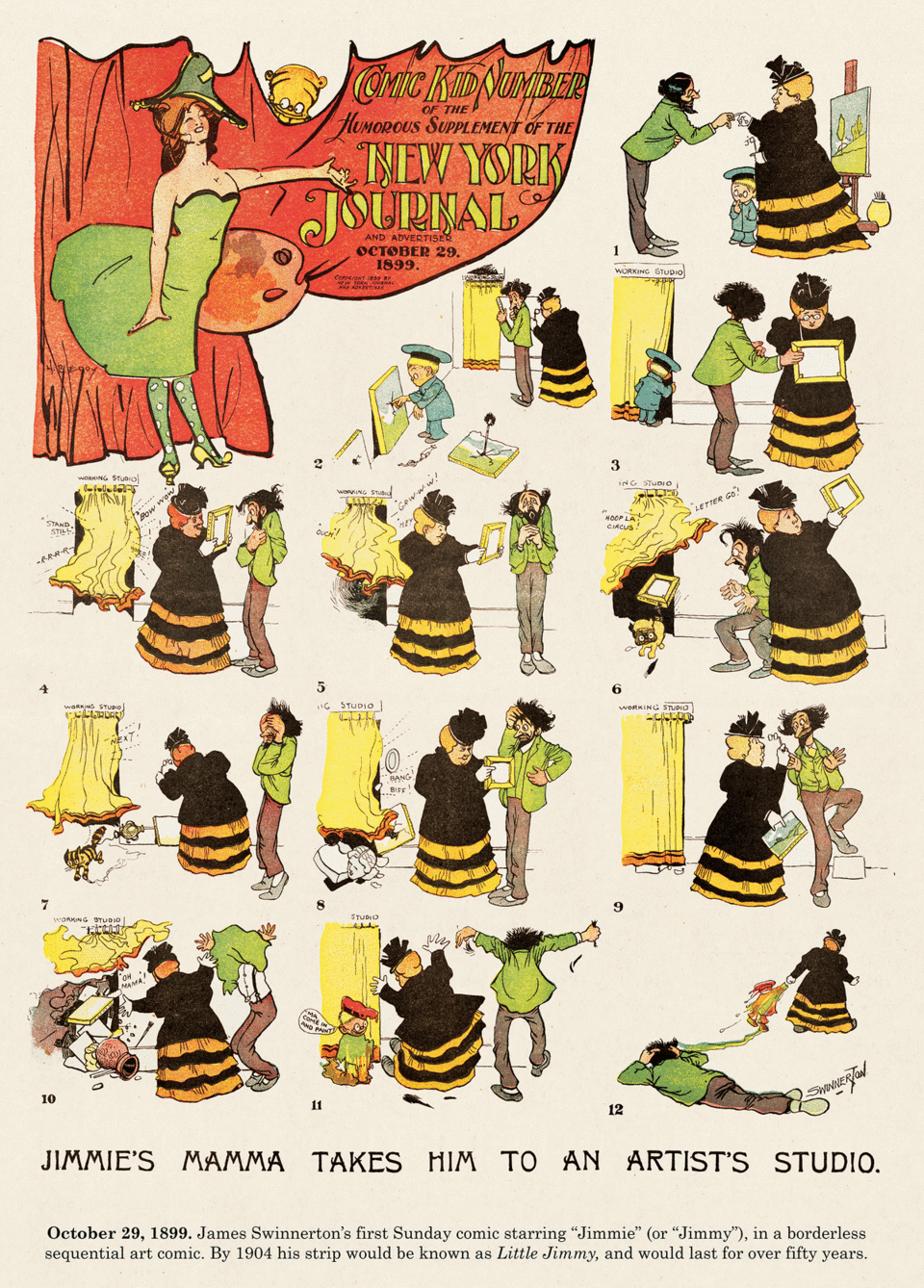
Primera historieta de Little Jimmy, publ. el 28 de oct. de 1899: La mamá de Jimmy lo lleva al estudio de un artista.

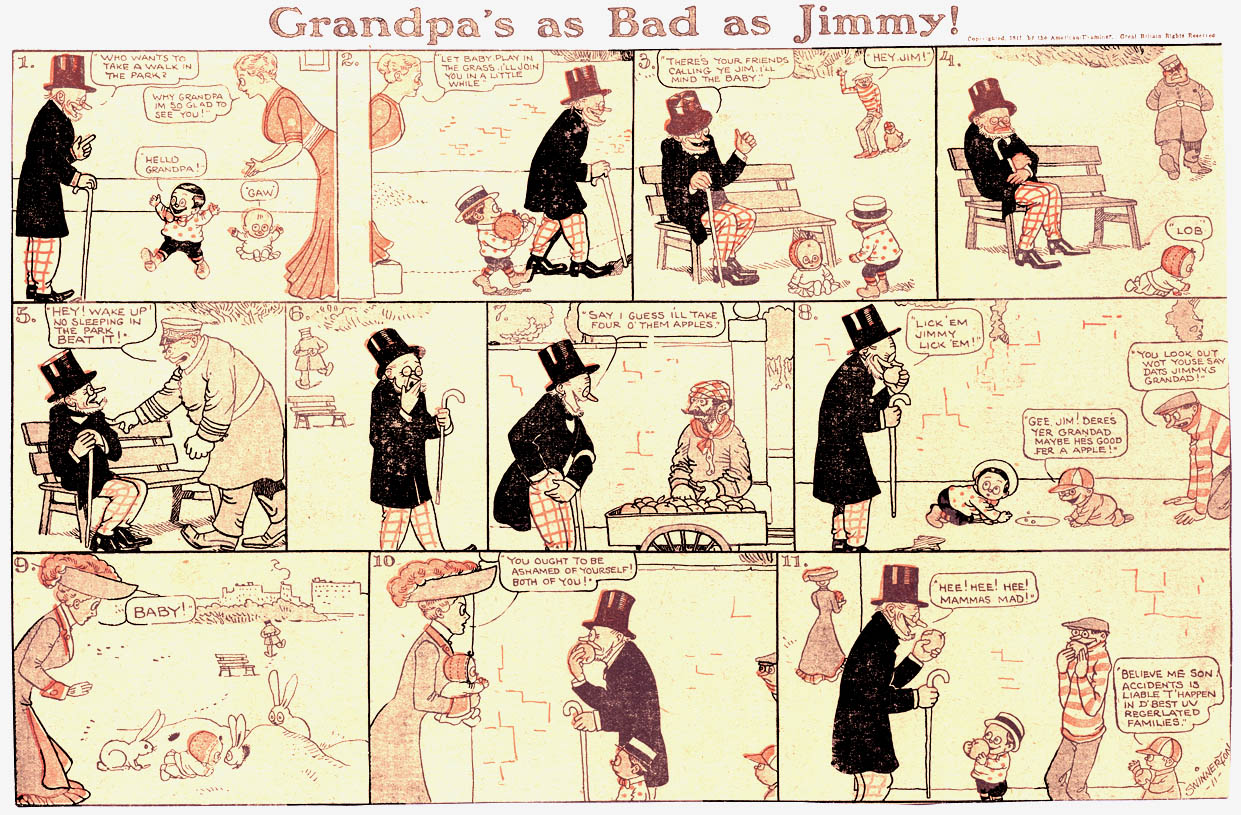
¡El abuelo es tan malo como Jimmy! (1911).

Hacia 1905 (las fuentes discrepan en cuanto a la fecha), se le diagnosticó una tuberculosis. Swinnerton viajó a Arizona para recuperarse , y el paisaje de dicho estado tuvo una gran influencia en su trabajo. Entre 1922 y 1941 produjo una serie titulada Canyon Kiddies para otra revista de Hearst, Good Housekeeping. En 1940 pintó cincuenta decorados para un cortometraje animado de la Warner Brothers, dirigido por Chuck Jones, en el que aparecían los Canyon Kiddies, titulado Mighty Hunters. Como pintor es autor de numerosos paisajes al óleo.